# Kukeri

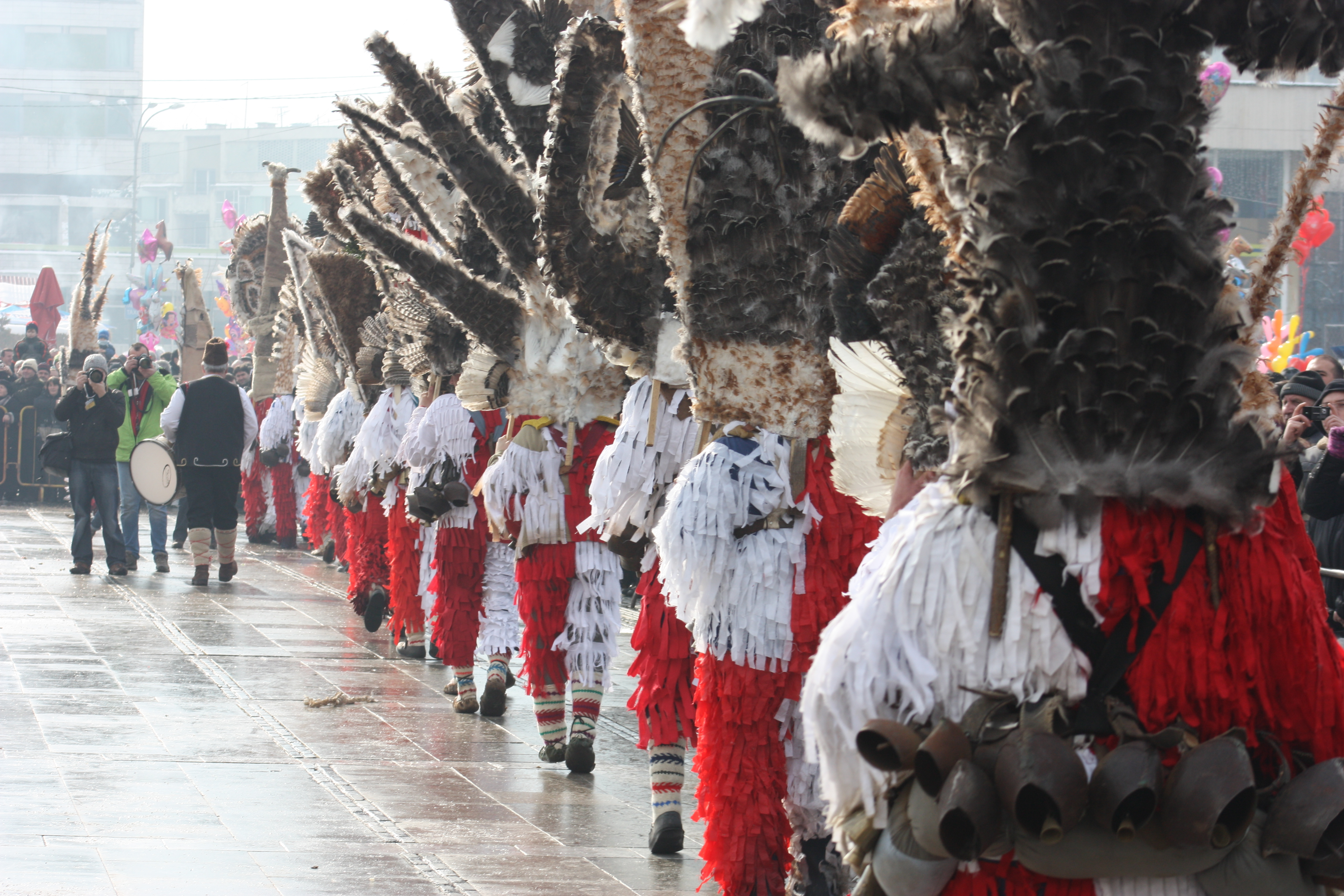
Kukeri

I Kukeri (bulgaro: кукери, Kuker), letteralmente "incappucciati" sono elaborati costumi tradizionali maschili della cultura bulgara. 
A tali costumi è correlata una serie di riti e danze che riprendono le antiche cerimonie agrarie dei Traci legate al culto del dio Dioniso. Tali costumi sono diffusi inoltre in altre culture dell'area balcanica, dove assumono differenti denominazioni a seconda delle tradizioni e della lingua. Secondo la credenza popolare, il Kuker è destinato a scacciare gli spiriti maligni e a propiziare il buon raccolto e la felicità nei villaggi per tutto l'anno. 
Nella regione di Pernik, i riti Kuker, che si svolgono nell'ambito del cosiddetto "Festival di Surova" o "Сурова", si tengono tra il 13 e il 14 gennaio, corrispondente al capodanno ortodosso, anche se in altri casi i riti Kuker si svolgono a ridosso della primavera, costituendo una sorta di carnevale. Nel 2015 l'UNESCO ha dichiarato i costumi Kuker e i riti ad essi associati, in particolare il Festival di Surva, come patrimonio dell'umanità.

## Descrizione
I costumi coprono la maggior parte del corpo e sono costituiti da maschere di animali o umanoidi in legno decorate, generalmente capre, alci o bestie simili. Tali maschere possono a volte essere costituite da un doppio volto o in altri casi si presentano come enormi simboli falliformi, completamente ricoperte di peli, più simili a mostri che a veri e propri animali. A completare il travestimento vi sono inoltre grandi campane attaccate alla cintura.
In Bulgaria, a metà gennaio, a ridosso del capodanno ortodosso, e prima della quaresima, i Kukeri sfilano danzando attraverso i villaggi per spaventare gli spiriti maligni con il suono delle campane e con le loro maschere bestiali. Dopo aver fatto il giro del villaggio, i Kukeri solitamente si radunano nella piazza centrale per ballare selvaggiamente e per divertire la gente. I rituali dei Kukeri variano in base alla regione, anche se sono poche le differenze apprezzabili tra le varie culture che adottano questo tipo di costumi. 

## Etimologia e diffusione

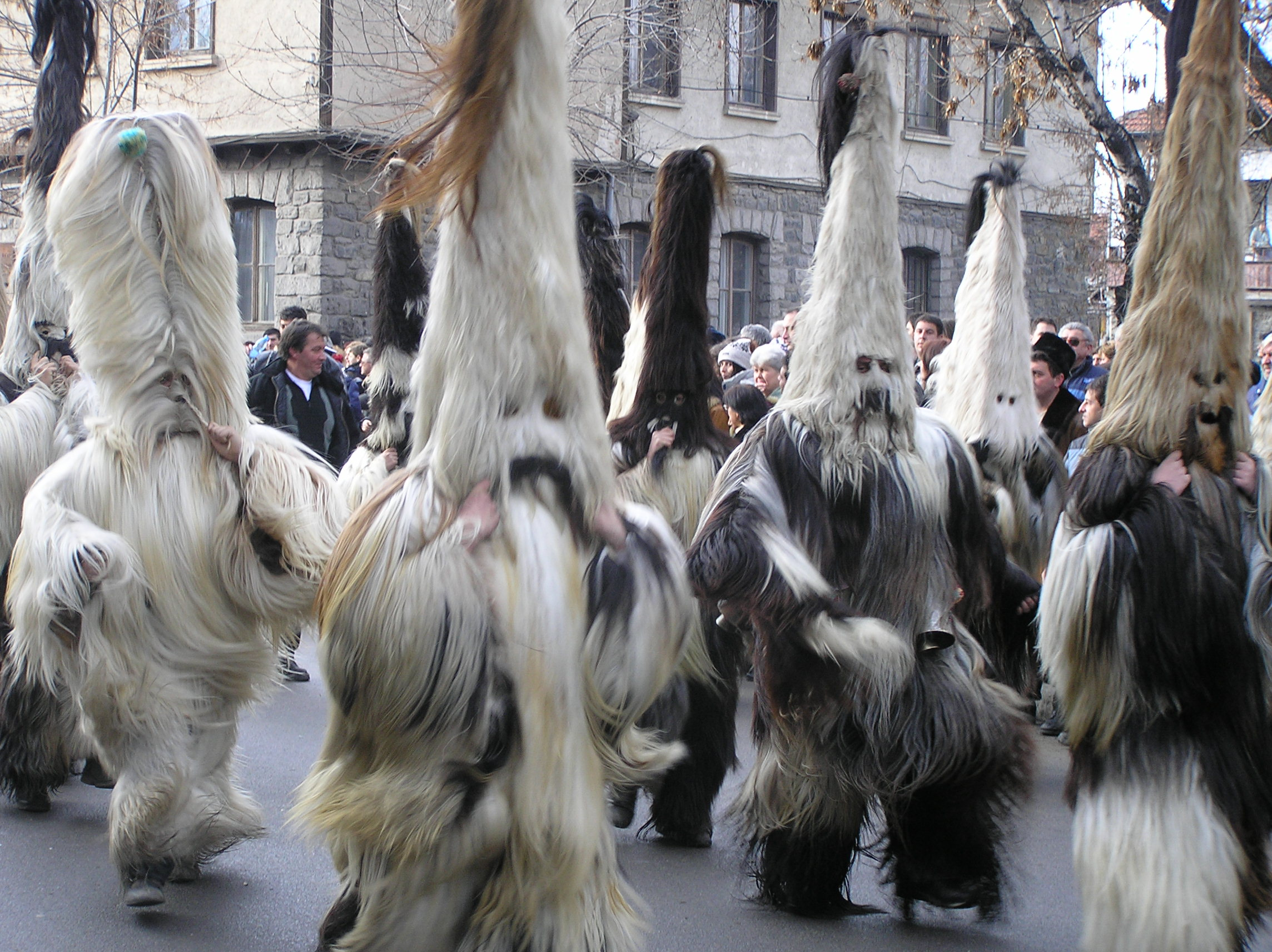
Kukeri

Il rito dei Kukeri è generalmente ritenuto correlato al culto del dio Dioniso dei Traci. Il nome "kuker" deriverebbe dal latino "cuculla" che significa "cappuccio" o da "cucurum", un'abbreviazione della locuzione "koukouros geros", ovvero "faretra", "contenitore".
Nella Tracia greca il corrispondente del Kuker bulgaro è conosciuto come "Kalogeros", parola abbreviata in "cuci", ovvero "portatore di bastoncini", mentre nell'ex Jugoslavia il Kuker è conosciuto come "didi" o "didici". In Bulgaria il Kuker è denominato anche "babušar", mentre nel Ponto, in Anatolia, tale maschera prende il nome di "momogeros". In Romania, il Kuker si presenta per lo più con il volto di una capra e prende il nome di "capra", "turca" o "brezaia".

## I riti Kuker
In Bulgaria e in Serbia il Kuker rappresenta una divinità che personifica la fecondità anche se molto spesso esso incarna più divinità. In Bulgaria si svolge un rituale primaverile molto simile ad un carnevale, in cui il ruolo del Kuker viene interpretato da un uomo vestito con una pelle di pecora o di capra, con indosso una maschera con le corna, cinto da un grande fallo di legno. Durante il rituale, vengono interpretati vari atti fisiologici, compreso l'atto sessuale, come simbolo del sacro matrimonio del dio, mentre la moglie simbolica, che appare incinta, mima i dolori del parto. Questo rituale inaugura le fatiche dei campi (come l'aratura e la semina) e si svolge con la partecipazione di numerosi personaggi allegorici, tra cui l'imperatore e il suo seguito.

## Kukeri nei media
- I Kukeri o "guerrieri Kuker" sono alcuni dei personaggi principali della serie animata epica fantasy The Golden Apple, in fase di sviluppo da parte dello Studio Zmei.
- I Kukeri sono presenti nel video musicale della canzone Fish On della band heavy metal Lindemann.
- Il protagonista del film tedesco del 2016 Vi presento Toni Erdmann, diretto da Maren Ade, si traveste con un abito Kuker per ottenere le attenzioni della figlia.

## I kukeri
1. ↑   Kukeri - la Repubblica.it, su repubblica.it.
2. ↑   Masquerade and Postsocialism Ritual and Cultural Dispossession in Bulgaria, Indiana University Press, 2011.
3. ↑   Festival di Surva Patrimonio dell'umanità - Unesco.org, su ich.unesco.org.
4. ↑   Kukeri in National Geographic, su nationalgeographic.com.